# پست دره (مانه)
پست دره، روستایی در دهستان کهنه جلگه بخش شیرین‌سو شهرستان مانه در استان خراسان شمالی ایران است.

## جمعیت
بر پایه سرشماری عمومی نفوس و مسکن در سال ۱۳۹۵، جمعیت این روستا برابر با ۹۳ نفر (۲۸ خانوار) بوده‌است.